# Piotr Miłoradow
Piotr Władimirowicz Miłoradow (ros. Пётр Владимирович Милорадов; ur. 5 listopada 1959) – rosyjski biathlonista reprezentujący ZSRR, złoty mistrzostw świata. Największy sukces osiągnął w 1983 roku, kiedy wspólnie z Siergiejem Bułyginem, Algimantasem Šalną i Jurijem Kaszkarowem zdobył złoty medal w sztafecie na mistrzostwach świata w Anterselvie. Zajął tam też piąte miejsce w sprincie i czwarte w biegu indywidualnym, przegrywając walkę o podium z Peterem Angererem z RFN o 2,7 sekundy. W Pucharze Świata zadebiutował sezonie 1980/1981. W zawodach tego cyklu dwa razy stawał na podium: 24 stycznia 1981 roku w Anterselvie był drugi w sprincie, a 10 stycznia 1985 roku w Mińsku zajął trzecie miejsce w biegu indywidualnym. Nigdy nie wystąpił na igrzyskach olimpijskich.

## Osiągnięcia

### Mistrzostwa świata
| Rok  | Miejscowość | Konkurencje | Konkurencje | Konkurencje | Konkurencje | Konkurencje | Konkurencje | Konkurencje |
| Rok  | Miejscowość | IN          | SP          | PU          | MS          | RL          | MR          | SR          |
| ---- | ----------- | ----------- | ----------- | ----------- | ----------- | ----------- | ----------- | ----------- |
| 1981 | Lahti       | –           | 22.         | nd.         | nd.         | –           | nd.         | –           |
| 1983 | Anterselva  | 4.          | 5.          | nd.         | nd.         | 1.          | nd.         | –           |

### Puchar Świata

#### Miejsca w klasyfikacji generalnej
| Sezon     | Miejsce |
| --------- | ------- |
| 1980/1981 | ?       |
| 1982/1983 | 16.     |
| 1983/1984 | ?       |
| 1984/1985 | 24.     |

#### Miejsca na podium chronologicznie
| Lp. | Dzień       | Rok  | Miejscowość | Konkurencja                | Lokata | Pudła   | Czas biegu | Strata  | Zwycięzca        |
| --- | ----------- | ---- | ----------- | -------------------------- | ------ | ------- | ---------- | ------- | ---------------- |
| 1.  | 24 stycznia | 1981 | Anterselva  | Sprint na 10 km            | 2.     | 0+0     | 32:56,9    | +7,3    | Anatolij Alabjew |
| 2.  | 10 stycznia | 1985 | Mińsk       | Bieg indywidualny na 20 km | 3.     | 0+0+0+0 | 1:05:04,0  | +2:39,0 | Andriej Zenkow   |